# Lake View, Iowa
Lake View là một thành phố thuộc quận Sac, tiểu bang Iowa, Hoa Kỳ. Năm 2010, dân số của thành phố này là 1142 người.

## Dân số
Dân số qua các năm:
- Năm 2000: 1278 người.
- Năm 2010: 1142 người.